# 千葉ポートタワー
千葉ポートタワー（ちばポートタワー）は、千葉県千葉市中央区の千葉ポートパーク内に建つランドマークタワーである。千葉港のシンボルともなっている。日本夜景遺産、恋人の聖地に認定。全日本タワー協議会に加盟している。

## 概要
1983年（昭和58年）9月に千葉県の人口が500万人を突破したことを記念して建設され、千葉県民の日である1986年（昭和61年）6月15日に開館した。同じく県人口500万人突破を記念して整備された千葉ポートパークの一角にある。
一辺の長さ15.12メートルの菱形の断面形状をもち、展望フロアを除くタワー全面を合計5,571枚の熱線反射ガラスで覆ったハーフミラーのタワーである。建物は地上4階、塔屋2階建て（層数は地上32層）で、高さ125.15メートル。
最上階にはタワー全体の揺れをうち消す総重量15トンのダイナミックダンパー（動吸振器）が設置されている。
ダイナミックダンパーの採用・設置は、千葉ポートタワーのものが日本で最初であった。
クリスマスイルミネーションではタワー壁面の全体がクリスマスツリー状にライトアップし、高さ100メートル幅30メートルのジャンボツリーは「世界最大の電飾ツリー」としてギネスブック1989「日本の記録」に認定された。2008年（平成20年）4月26日に改装して1階のポートショップなどを開設し、新装開業。2011年（平成23年）4月に恋人の聖地に認定され、展望フロアを改装した。2012年（平成23年）には日本夜景遺産に認定され、認定記念として当館からの眺望を収録したDVDを製作した。
マスコットキャラクターはタワー25周年を記念して誕生した「ぽ〜とくん」。

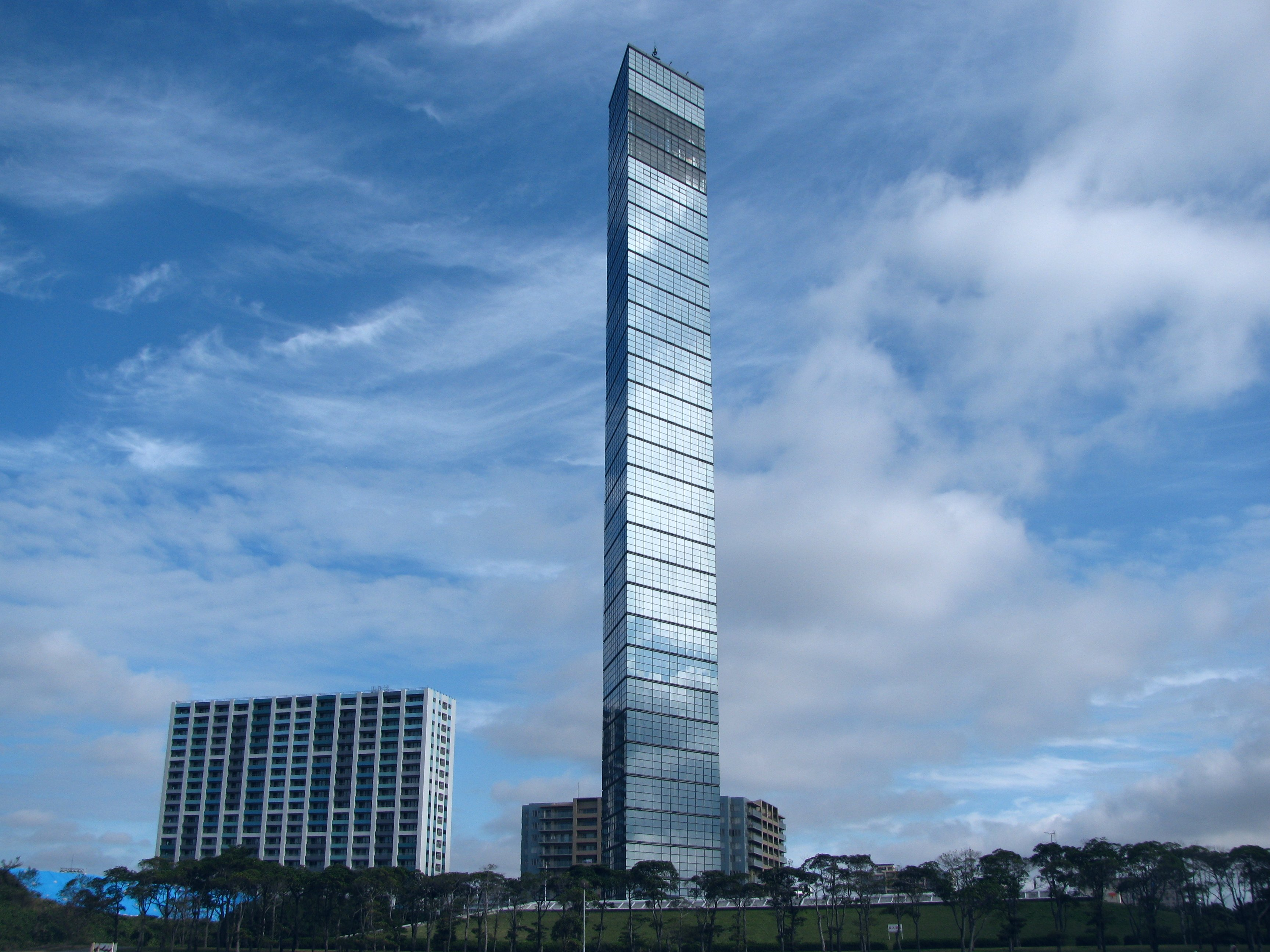
人工海浜側からみた千葉ポートタワー。全面ハーフミラー構造となっている。
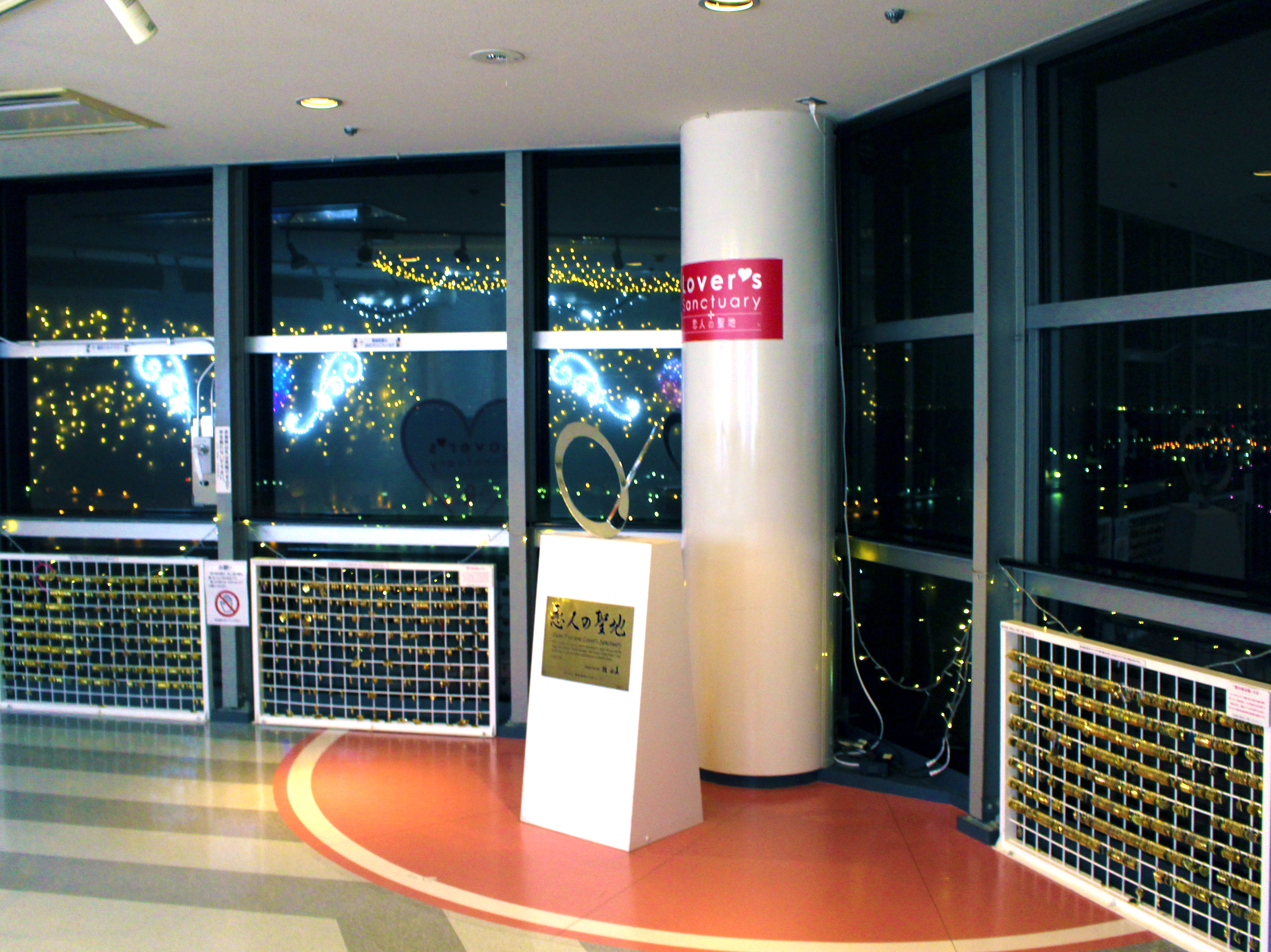
恋人の聖地モニュメント
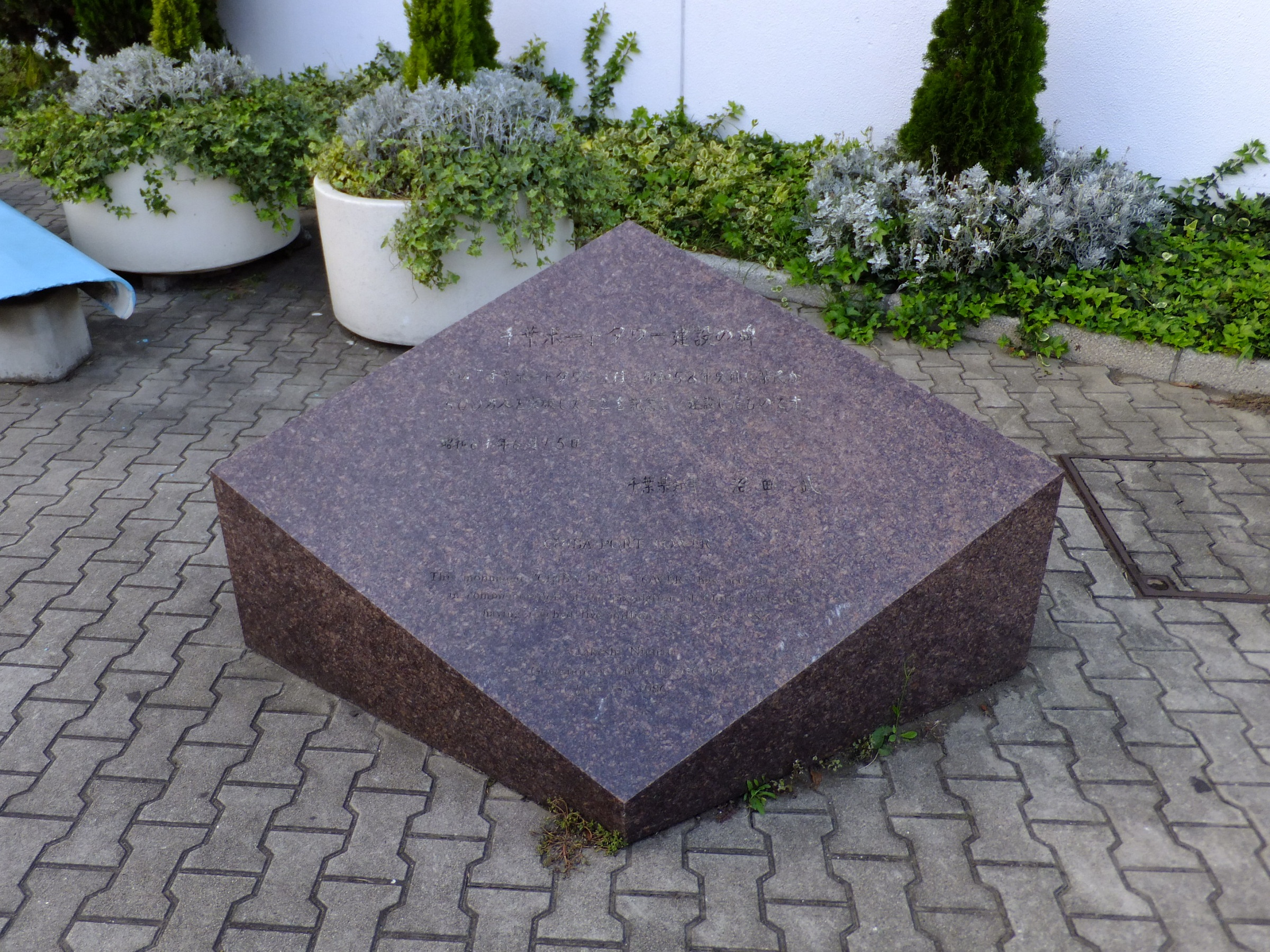
千葉ポートタワー建設の碑

## 歴史
正面入口脇（タワー下）には千葉ポートタワー建設の碑が鎮座しており、千葉県の人口500万人突破を記念して建設したとの言が和文と英文の両方で刻まれている。

### 沿革
- 1984年（昭和59年）3月 - 着工。
- 1986年（昭和61年）
  - 3月25日 - 竣工[広報 3]。
  - 6月15日 - 開館[2][広報 4]。
- 1987年（昭和62年）
  - 1月10日 - 50万人目の入館者が来館[11]。
  - 2月25日に強風で半日閉館[12]。
  - 12月5日 - 約1700個の電球でタワー壁面の全体がクリスマスツリー状にライトアップするイルミネーションを開始[13]。世界一としてギネスブックに申請[14]。
  - 12月11日 - 100万人目の入館者が来館[15]。
- 1988年（昭和63年）
  - 12月5日 - 150万人目の入館者が来館[16]。
- 1989年（平成元年）
  - 7月12日 - 壁面ガラスの清掃作業中に突風にあおられてゴンドラが停止し、高さ約70メートルで約2時間宙づりになる事故が発生[17][18]。
  - 12月3日 - 200万人目の入館者が来館[19]。
- 1991年（平成3年）
  - 1月27日 - 250万人目の入館者が来館[20]。
- 1992年（平成4年）
  - 4月19日 - 300万人目の入館者が来館[21]。
- 1993年（平成5年）
  - 2月6日 - 春一番の強風で途中で閉館[22]。
- 1998年（平成10年）
  - 12月3日 - 500万人目の入館者が来館[23]。
- 2003年（平成15年）
  - 12月24日 - 600万人目の入館者が来館[24]。
- 2004年（平成16年）
  - ダイナミックダンパー（動吸振器）が破損し[25]、2005年（平成17年）1月下旬まで復旧工事が行われる[26]。
- 2008年（平成20年）
  - 4月26日 - 1階のポートショップなどを開設し、新装開業した[7]。
- 2010年（平成22年）
  - 3月28日 - 700万人目の入館者が来館[27]。
- 2011年（平成23年）
  - 3月11日 - 東北地方太平洋沖地震の影響で、展望室を閉鎖[28]。
  - 4月1日 - 恋人の聖地に認定[29]。
  - 6月4日 - 全館再開[28]。

## 施設構成
- 屋上 - 屋上展望台（通常は閉鎖）
- 塔屋（第31・32層） - 機械室
- 4階（第30層） - 地上113メートル、「ビュープロムナード」と称する展望室である。来場者は最初にエレベーターでこの階まで上った後、順に降りてくる構成となっている。
- 3階（第29層） - 地上109メートル、カフェレストラン『ラ・プラージュ』がある。
- 2階（第28層） - 地上105メートル、「愛のプロムナード」とされ、2011年（平成23年）4月に恋人の聖地に認定された。フロア内には恋人の聖地認定記念のモニュメントおよび「天空縁結び」スポットが認定を記念した改装で設置されたほか[8]、エムナマエの常設ギャラリーがある。
- 第2 - 27層 - 吹き抜け
- 1階（第1層） - 2008年（平成20年）4月26日に改装してポートショップを新装開業した[7]。入館券売り場および売店（入場無料）がある。千葉県内各地のお土産品のほか、公式マスコットキャラクター「ぽ～とくん」のオリジナルグッズ、恋人の聖地記念品の南京錠、千葉ロッテマリーンズやジェフ千葉のグッズ等を販売している。

### 展望室からの眺望
- 北 - 千葉みなと桟橋、稲毛駅方向。
- 北西 - 幕張新都心および東京都心方向。
- 西 - 京葉工業地帯、東京湾方向。
- 南西 - 千葉中央埠頭コンテナターミナル、東京湾方向。
- 南 - JFEスチール東日本製鉄所、市原市方向。
- 南東 - 蘇我駅、市原市方向。
- 東 - 千葉ポートサイドタワー、千葉県庁舎方向。
- 北東 - 千葉みなと駅、千葉駅、千葉市市街地方向。

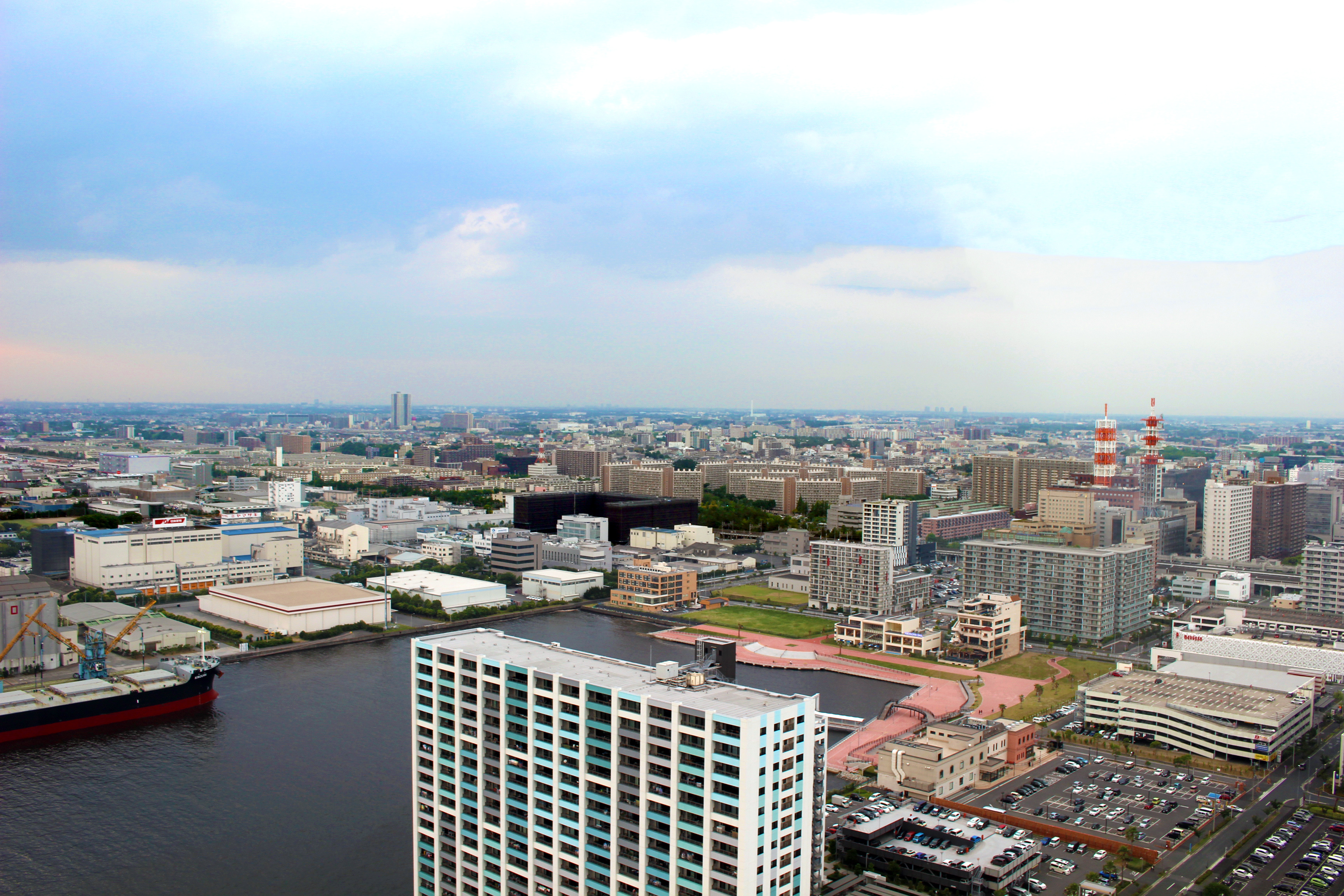
【北】千葉みなと桟橋方向
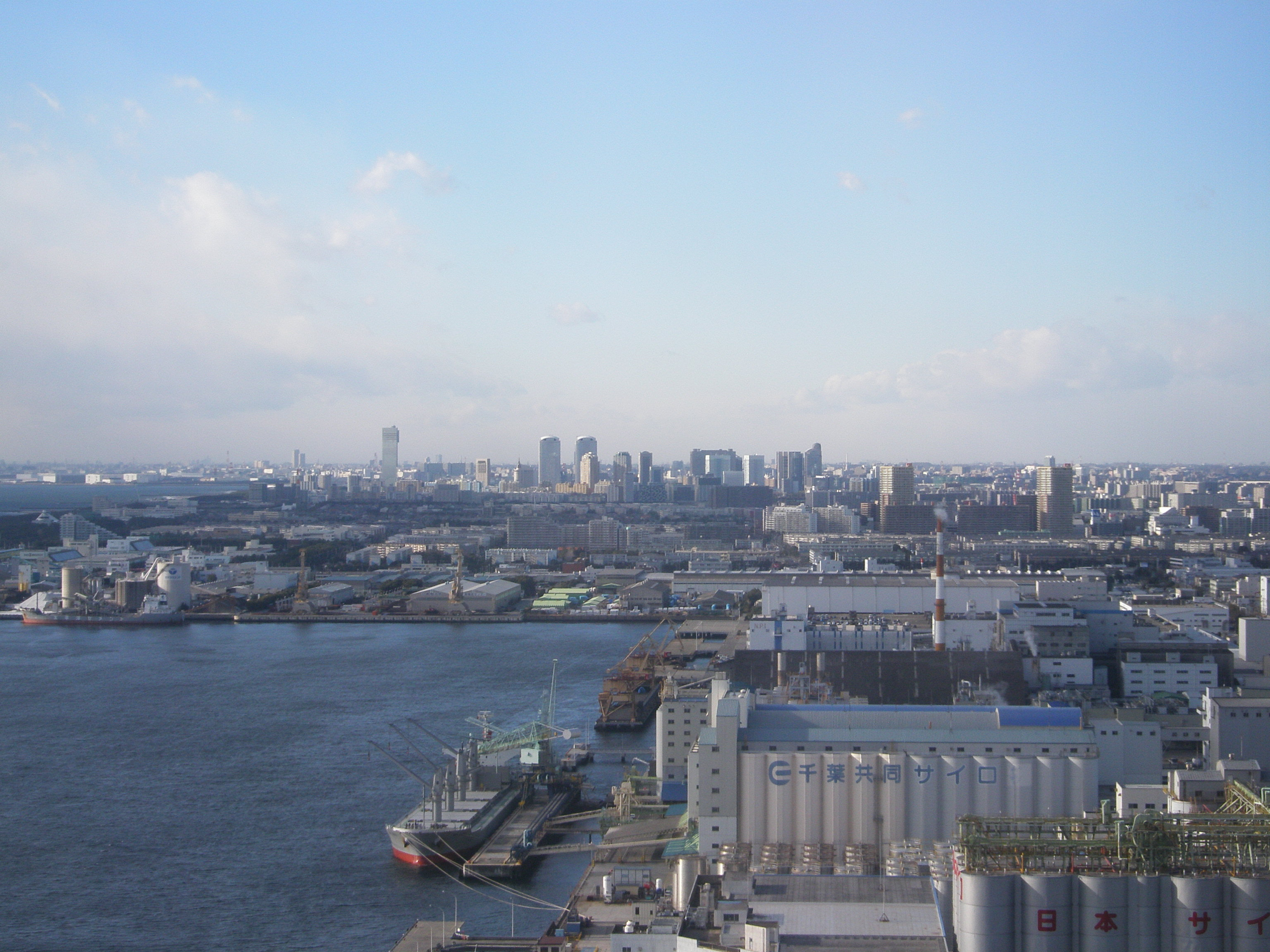
【北西】幕張新都心方向
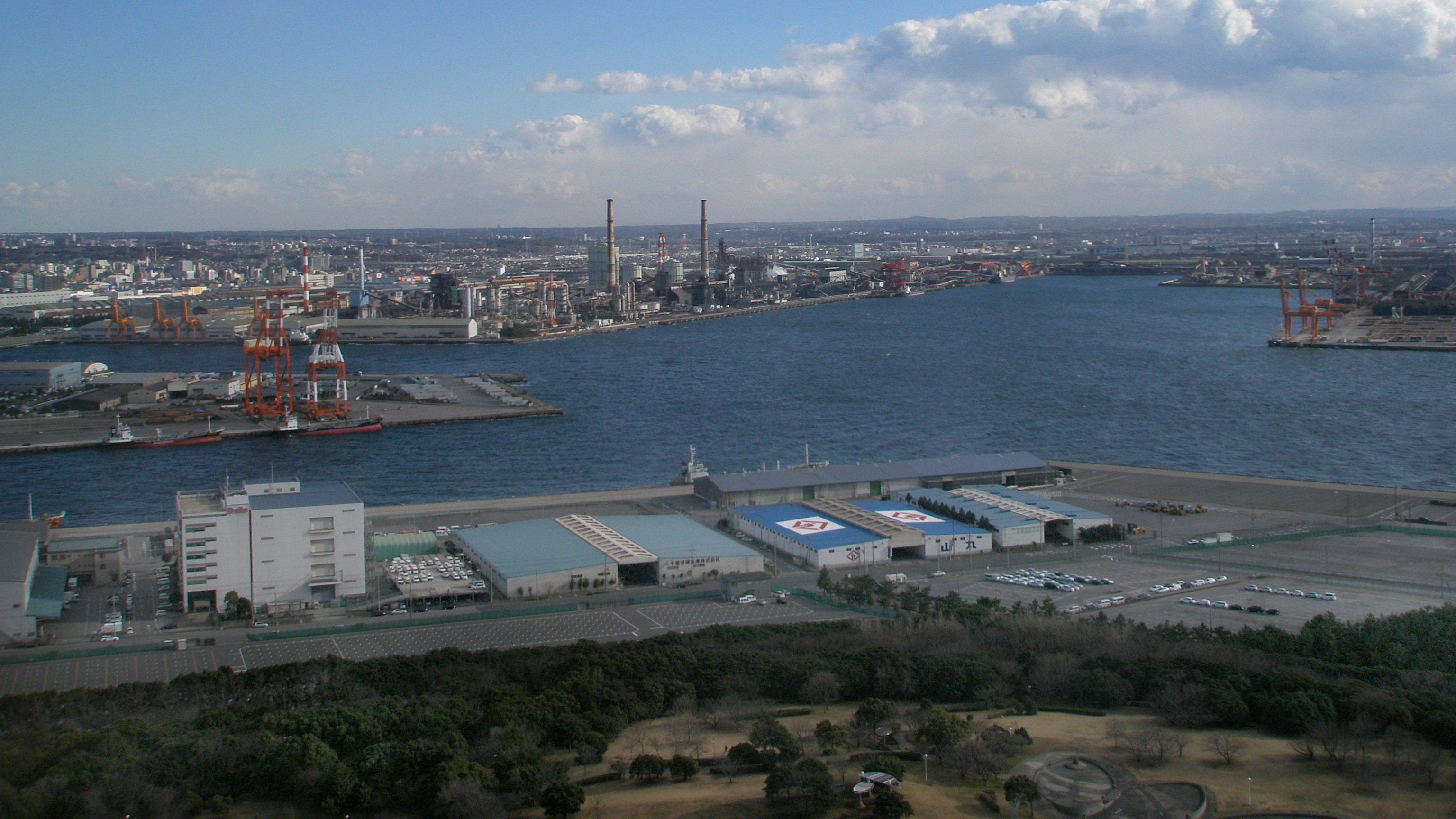
【南東】市原市方向
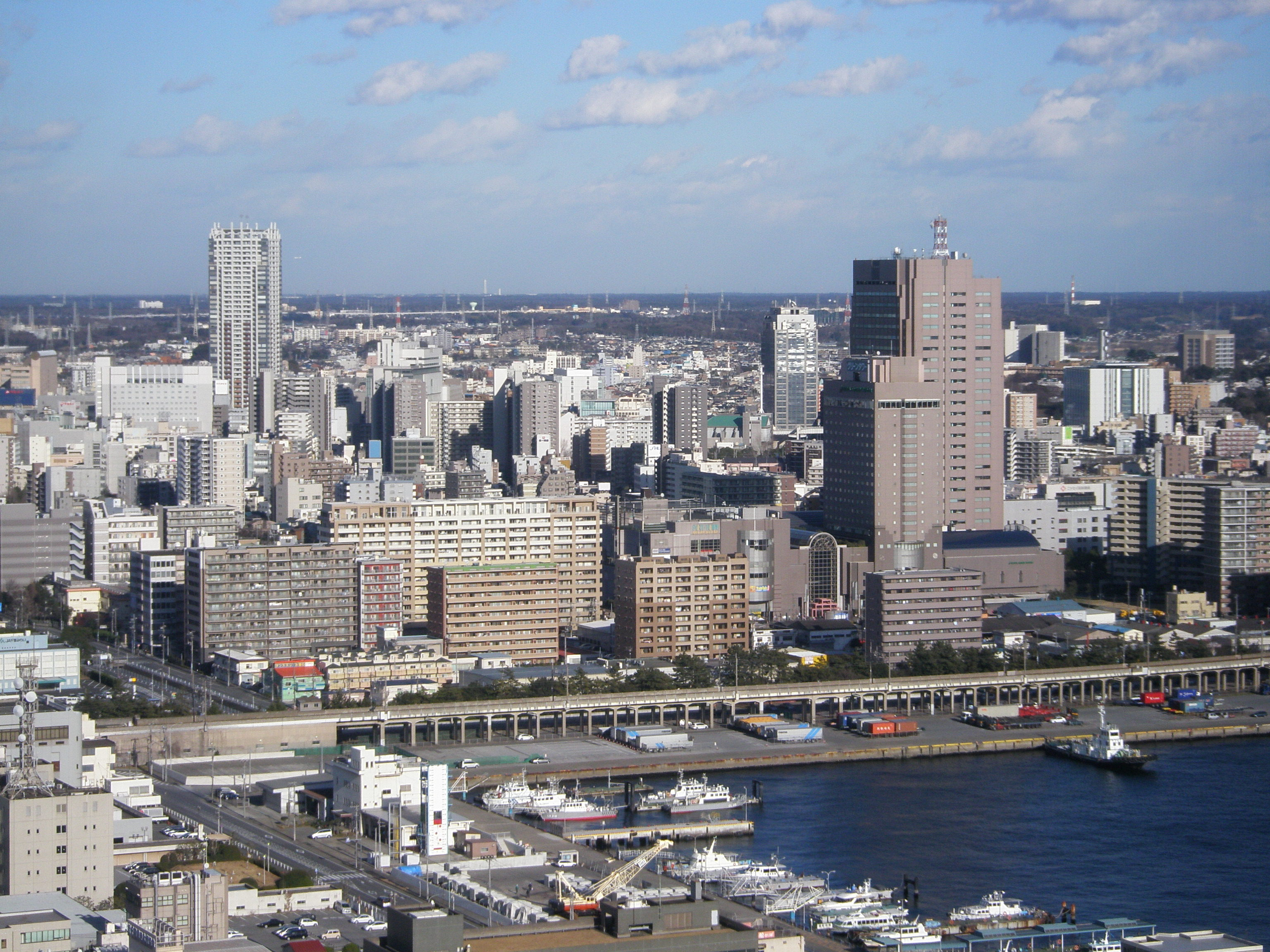
【東】千葉県庁方向
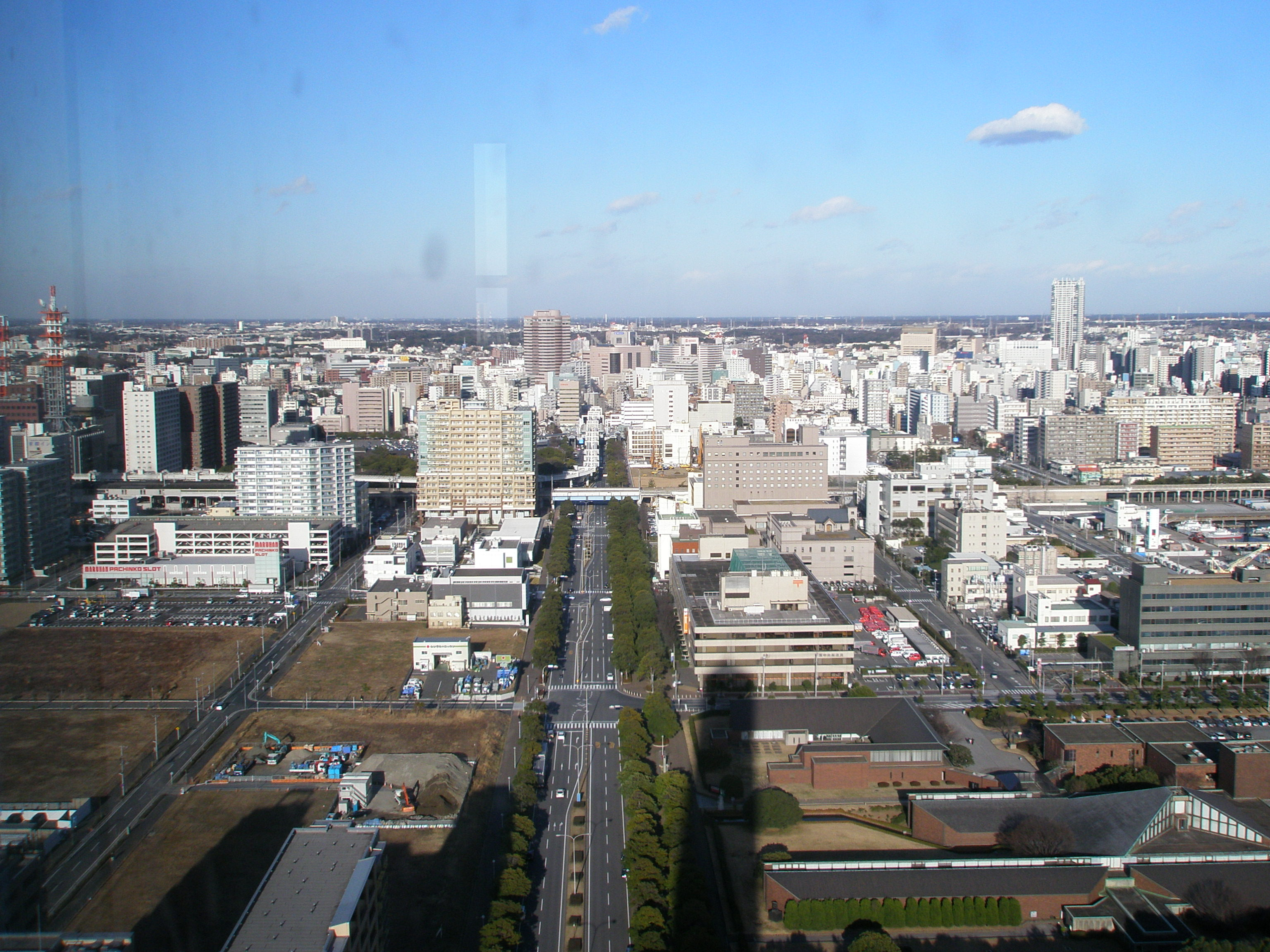
【北東】千葉都心方向

## 施設情報

### 開館時間
- 9:00 - 21:00（最終入館時間20:30）（6月1日 - 9月30日）[広報 4]
- 9:00 - 19:00（最終入館時間18:30）（10月1日 - 5月31日）[広報 4]
  - なお、3階カフェレストランの営業時間は夏季が10：00 - 20：30（6月 - 9月）、それ以外が10：00 - 18：30（10月 - 5月）となっている。ラストオーダーはともに営業時間終了30分前となっている[広報 6]。

### 休館日
- 年末年始（12月28日 - 1月4日）[広報 4]
  - 安全上、台風などによる暴風等により臨時休業する場合がある[12][22][25]。

### 入館料
- 一般：大人（高校生以上）420円、小中学生200円（小学生未満は無料）
- 団体（合計30名以上の場合）：大人378円、小中学生180円（小学生未満は無料）。学校による団体見学の場合、引率の教師は無料となる[広報 4]。
  - 千葉県内在住の60歳以上の高齢者は、官公庁発行の証明書の提示により無料で入館できる。また障害者（本人およびその介護者1名まで）も、障害者手帳等の官公庁発行の証明書の提示により無料で入館できる。
  - 千葉都市モノレール各種フリー切符利用者、JAF会員（本人及び同行者5名まで）、千葉ロッテマリーンズファンクラブ会員（本人及び同行者1名まで）は、利用料金が大人300円、小中学生150円に割引される。
  - 市税口座振替加入者半額割引券を所持している場合は半額である。

## イベント

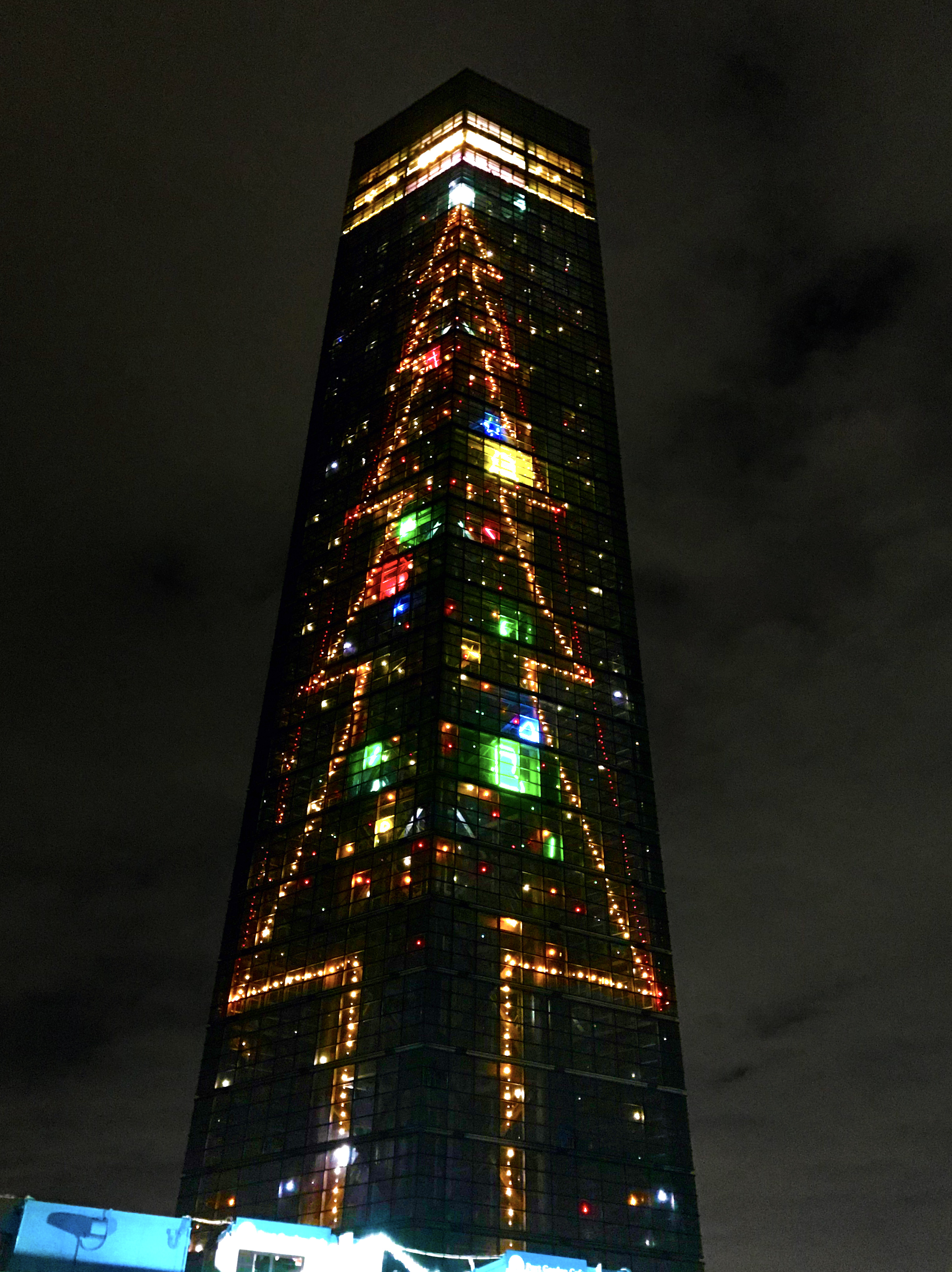
クリスマスイルミネーション2017

1988年 - 2014年まで開催されていた国際千葉駅伝では、当タワーも経由地となっており、タワー前のロータリーが最初の折り返し地点となっていた。
毎年8月第一土曜日に当タワー周辺の千葉ポートパークを会場として千葉市民花火大会が、2010年（平成22年）までは開催されていた。2011年（平成23年）は大会そのものが中止、2012年（平成24年）からは幕張ビーチ花火フェスタと大会名を変え、会場を幕張海浜公園に移転することになった。
- クリスマスイルミネーション
  - 1987年（昭和62年）12月5日に約1700個の電球でタワー壁面の全体がクリスマスツリー状にライトアップして開始した[13]、その際に世界一としてギネスブックに申請し[14]、一時は「世界一のツリー」と称していた[36]。初期は毎年12月から行われていたが[注釈 3]、近年は11月末から[注釈 4]、17時以降にタワー壁面の全体がクリスマスツリー状にライトアップされる。ツリーの周りに雪が降り落ちる様子をイルミネーションで演出している[要出典]。2006年には3500個の電球によって高さ100メートル，幅30メートルと年々力を入れている。
- フリーマーケット
  - 毎月第三日曜日に、タワー前のポートパーク前広場でフリーマーケットが開催されている。

- ＃タワパ
  - 千葉市ナイトタイムエコノミー推進支援事業として、2019年（令和元年）10月から2020年（令和2年）2月にかけて開催。地上100mを超える展望フロアを舞台に、国内外で活躍するアーティストのライブパフォーマンスを夜景と共に眼前で楽しめる音楽イベントとして千葉市民、県外からも多くの来場者が訪れ盛況を博す。出演アーティストは、DJ HASEBE、YonYon、MALIYA、kiki vivi lily、Kick a Show、Sam is Ohm、WEDY、DJ Foomin。

## 指定管理者
2009年（平成21年）4月に包括外部監査で「指定管理者の選定に外部有識者を入れる」ことを求められ、それを受けて2011年（平成23年）1月に行われた指定管理者の公募で従来担当していた「社団法人千葉市観光協会」が選定されなかったことから交代することになった。
- 社団法人千葉市観光協会 - 2006年（平成18年）4月1日 - 2011年（平成23年）3月31日 [広報 1]
- 株式会社三越環境ビル管理 - 2011年（平成23年）4月1日 - 2016年（平成28年）3月31日
- 株式会社塚原緑地研究所 - 2016年（平成28年）4月1日 - 現在

## 交通

### 鉄道
- JR京葉線・千葉都市モノレール1号線 千葉みなと駅から徒歩約15分。

### 路線バス
- 千葉駅12番のりばより千葉中央バス、小湊バス「千葉ポートタワー」行で終点下車。

### 自家用車
東京方面から
- 東関東自動車道湾岸習志野インターチェンジ 下車約20分。
- 京葉道路幕張インターチェンジ 下車約20分。

成田方面から
- 東関東自動車道湾岸千葉インターチェンジ 下車約15分。

木更津方面から
- 京葉道路松ヶ丘インターチェンジ下車約15分。

東金方面から
- 千葉東金道路千葉東インターチェンジ 下車約15分。